# 井垣宏
井垣 宏（いがき ひろし）は、日本の情報工学者。大阪工業大学情報科学部情報システム学科教授。工学博士（奈良先端科学技術大学院大学）。電子情報通信学会サービスコンピューティング研究会委員会委員。日本ソフトウェア科学会実践的IT教育研究会(rePiT) 運営委員。情報処理学会ソフトウェアエンジニアリングシンポジウム2021プログラム委員。
専門は、ソフトウェア工学・Web工学（Webアプリケーション含む）、プログラミング（C、Java、Python含む）、アジャイル開発・テスト環境構築（RPA含む）、クラウドコンピューティングなど。

## 経歴
2000年神戸大学工学部電気電子工学科卒業。2002年奈良先端科学技術大学院大学情報科学研究科博士前期課程修了。2005年同大学院情報科学研究科博士後期課程修了、工学博士（奈良先端科学技術大学院大学）。その後、同大学院情報科学研究科特任助手、大阪大学情報科学研究科准教授などを経て、2015年大阪工業大学情報科学部に着任。2022年同学部情報システム学科教授。
主な所属学会は、日本ソフトウェア科学会、情報処理学会、電子情報通信学会、日本教育工学会、IEEEなど。

## 主な受賞
- 国際会議The International Conference on Feature Interactions in Telecommunications and Software Systems(ICFI)2005 Best Paper Award
- 日本ソフトウェア科学会優秀発表賞「プログラミング演習における探索的プログラミング行動の自動検出手法の提案」(2018)
- 日本ソフトウェア科学会優秀発表賞「ビデオ会議システムにおけるリモートモブプログラミングのための役割ごと支援機能の検討」(2020)

## 主な研究
- プログラミング演習における進捗状況把握のためのコーディング過程可視化システム
- ソフトウェア開発PBL におけるプロジェクトの可視化に基づく適応的な指導の実現[4]
- アジャイルソフトウェア開発教育のためのチケットシステムを用いたプロジェクト定量的評価手法
- Pull Requestにもとづくチームソフトウェア開発のためのバージョン管理システム利用支援